# Red Mitchell
Keith Moore "Red" Mitchell, född 20 september 1927 i New York i New York, död 8 november 1992 i Salem i Oregon, var en amerikansk jazzmusiker, kontrabasist, pianist och sångare. 
Mitchell bodde en stor del av sitt liv i Sverige, dit han flyttade 1968, men flyttade tillbaka till USA bara några månader före sin död 1992 i sviterna av en hjärtinfarkt. Han var under många år husbasist på jazzklubben Stampen i Stockholm. Mitchell gjorde många skivinspelningar med gitarristerna Barney Kessel, Joe Pass och Herb Ellis men även med andra musiker som Red Norvo, Putte Wickman och Art Farmer. Han medverkade även i filmen Jag vill leva! från 1958.
Mitchell blev känd för att stämma basen i kvint-intervall (C, G, D, A), i stället för den vanliga stämningen i kvart-intervall (E, A, D, G), i syfte att utöka omfånget.

## Priser och utmärkelser
- 1980 – Jan Johansson-stipendiet
- 1985 – Svenska grammofonpriset för Home Suite...
- 1990 – Grammis – "Årets jazz" för Declaration of Independence
- 1992 – Illis Quorum
- 1994 – Gyllene skivan för West of the Moon (tillsammans med Bosse Broberg)

## Diskografi (urval)
- 1955 – Jazz Mainstream med Oscar Pettiford
- 1957 – Presenting Red Mitchell
- 1960 – The Modest Jazz Trio: Good Friday Blues med Jim Hall och Red Kelly
- 1961 – Rejoice!
- 1972 – Out of Nowhere med Clark Terry och Horace Parlan
- 1973 – Bästisar! med Evabritt Strandberg
- 1973 – Live at Cervantes med Robert Malmberg
- 1974 – I Concentrate on You – A Tribute to Cole Porter med Lee Konitz
- 1974 – Two Way Conversation med Barney Kessel
- 1976 – Red Mitchell Meets Guido Manusardi
- 1976 – Sessions, Live med André Previn och Shelly Manne
- 1977 – But Three’s a Crowd med Karin Krog
- 1978 – Blues for a Crushed Soul med Communication
- 1978 – Jim Hall / Red Mitchell med Jim Hall
- 1979 – Red’n Me med Jimmy Rowles
- 1979 – What I Am
- 1979 – Clark Terry Quartet Featuring Red Mitchell: Funk Dumplin's
- 1980 – You’re Me med Tommy Flanegan
- 1981 – I Remember You med Karin Krog och Warne Marsh
- 1981 – Three for All med Phil Woods och Tommy Flanagan
- 1981 – Where One Relaxes med Bill Dobbins
- 1981 – Stockholm '81 med John Lewis och Putte Wickman
- 1982 – Kenny Drew Meets Red Mitchell Live at Hizumidama-tei med Kenny Drew
- 1982 – Soft and Warm – and Swinging!
- 1982 – West Coast Rhythm med Stan Levy
- 1983 – When I’m Singing
- 1985 – Super-Session med Tommy Flanegan och Elvin Jones
- 1985 – The Mitchell-Marsh Big Two: Hot House med Warne Marsh
- 1985 – Jimmy Rowles / Red Mitchell Trio med Jimmy Rowles
- 1986 – To Duke and Basie med Clark Terry
- 1986 – Jam for Your Bread! med Hampton Hawes
- 1987 – I’m Glad There Is You med Jimmy Rowles
- 1988 – The Red Barron Duo med Kenny Barron
- 1989 – Doggin’ Around med Herb Ellis
- 1991 -  A Tribute to Red med Lasse O och Håkan Rydin
- 1992 – New York Nights med Magni Wentzel och Roger Kellaway
- 1993 – Finally med Joe Pass
- 1993 – West of the Moon med Bosse Broberg
- 1994 – Blaus med Jan "Janka" Johansson